# الحكومة الائتلافية لمقاطعة سنجان
الحكومة الائتلافية لمقاطعة سنجام (بالصينية: 新疆省聯合政府؛ البينيين: Xīnjiāng Shěng Liánhé Zhèngfǔ) 高方 安安) هي الهيئة الحاكمة لمقاطعة سنجان الصينية من عام 1946 إلى عام 1947. شُكلَت بعد اتفاقية السلام التي توسطت فيها السوفييت بين جمهورية الصين (ROC) وجمهورية تركستان الشرقية الثانية (ETR) المنفصلة. تزامن حل دولة تركستان الشرقية الثانية مع تشكيل الحكومة الائتلافية؛ ومع ذلك، اُحتُفظ بمصالح زعماء جمهورية تركستان الشرقية الثانية السابقين من خلال مجلس مقاطعة إيلي التابع له. انهارت الحكومة الائتلافية بعد انسحاب الجانب السابق من جمهورية تركستان الشرقية الثانية، الذي عارض تعيين مسعود صبري، المحافظ الموالي للكومينتانغ، رئيسًا إقليميًّا. على الرغم من كونه من الإيغور الأتراك، قام صبري بإلغاء الإصلاحات المؤيدة للأتراك التي نفذها سلفه شانغ شيزونغ.

## الخلفية
خلال العصر الجمهوري في الصين (1912-1949)، كانت سنجام تُحكم قانونيًا مقاطعةً مقسمة إلى عشر مناطق. لكن في الواقع، كانت السيطرة على سنجان مقسمة بين أمراء الحرب المختلفين، وكان معظمهم من القادة الإقليميين للجيش الثوري الوطني التابع لجمهورية الصين. وفي نهاية المطاف، نجحت الحكومة المركزية لجمهورية الصين في نانجينغ في تركيز حكم المنطقة حول أمير الحرب الصيني شنغ شيكاي بحلول عام 1934. ومع ذلك، فُصل في عام 1944 بعد أن أبلغ المسؤولون السوفييت نظرائهم الصينيين بمؤامرة شينغ لتسليم سنجان إلى الاتحاد السوفييتي مقابل منصب رفيع في الحكومة السوفييتية. كانت حكومة جمهورية الصين الجديدة التي أُرسلت لتحل محل شنغ في حالة من الفوضى، وكان الزعماء السياسيون الأتراك في المناطق الثلاث في شمال سنجان – إيلي وتارباغاتاي وألتاي – انتهزوا الفرصة للانفصال، بتشجيع من السوفييت.
أُعلن عن جمهورية تركستان الشرقية الثانية في 12 تشرين الثاني 1944، في أعقاب الانتفاضات الناجحة في المناطق الثلاث والتي بدأت في 7 تشرين الثاني. أصبحت هذه الانتفاضات تُعرف بشكل جماعي باسم ثورة إيلي. شُكلت الحكومة المؤقتة لجمهورية تركستان الشرقية الثانية، والتي تألفت من المثقفين الأتراك ذوي الأيديولوجيات والأهداف السياسية المختلفة. كانت القيادة خاضعة لسيطرة المحافظين الدينيين، الذين نظروا إلى التمرد باعتباره حرب تحرير وطني لاستعادة جمهورية تركستان الشرقية الأولى التي تأسست قبل إحدى عشر عامًا بالضبط. اعتبر التقدميون المتعلمون في الاتحاد السوفييتي داخل القيادة التمرد بمثابة ثورة مناهضة للإمبريالية ضد الكنيسة الأرثوذكسية الروسية.

## التاريخ

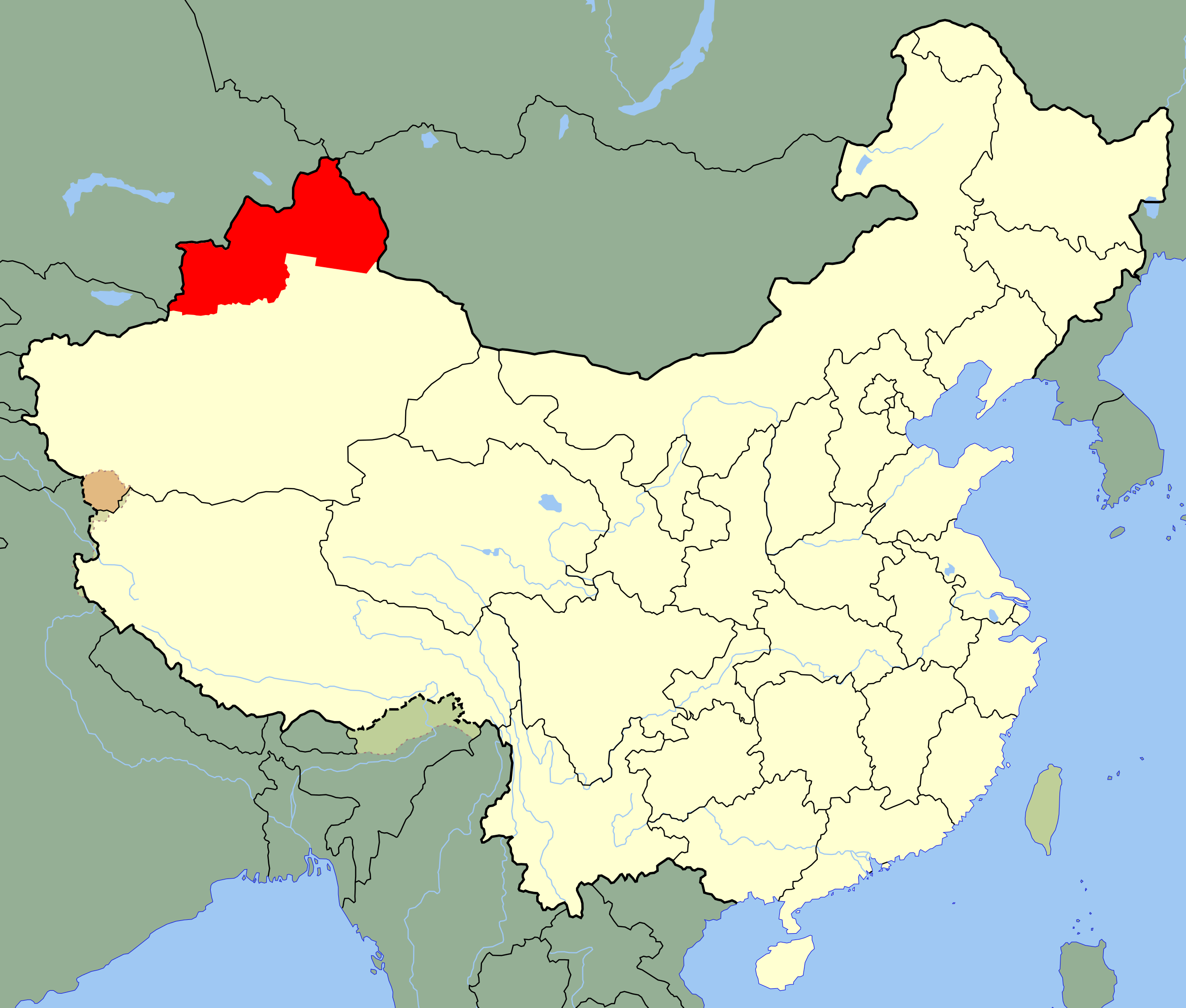
الامتداد الإقليمي لجمهورية تركستان الشرقية الثانية، والذي يشمل المناطق الثلاث إيلي وتارباغاتاي وألتاي

وفي أغسطس/آب 1945، وقعت الصين معاهدة الصداقة والتحالف التي منحت الاتحاد السوفييتي مجموعة من التنازلات التي وعدت بها الولايات المتحدة في مؤتمر يالطا. أنهى هذا الدعم السوفييتي العلني لجمهورية تركستان الشرقية الثانية. توصلت جمهورية الصين وجمهورية تركستان الشرقية الثانية إلى اتفاق سلام في 2 كانون الثاني 1946 وتسوية تفاوضية في 27 حزيران 1946. وقد أصدرت الحكومة المؤقتة لجمهورية تركستان الشرقية الثانية القرار رقم 324 في نفس اليوم، وحولت نفسها إلى مجلس مقاطعة إيلي وحلت جمهورية تركستان الشرقية الثانية. ولم يكن المجلس الجديد حكومة، وكان من المقرر أن يكون تابعًا لحكومة ائتلافية مستقبلية، إلى جانب المقاطعات السبع في جنوب سنجان، ليشكلوا جميعًا موطنًا للإيغور.
في الأول من تموز عام 1946، تأسست حكومة ائتلافية لمقاطعة سنجان في ديهوا (أورومتشي حاليًا). تألفت هذه الحكومة من ثلاثة أحزاب: ممثلين عن الحكومة المركزية في جمهورية الصين؛ وممثلين عن المقاطعات الثلاث في شمال سنجان، أي القيادة السابقة لجمهورية الصين الشعبية؛ وممثلين عن المقاطعات السبع في جنوب سنجان. من بين الأعضاء الخمسة والعشرين في لجنة الحكومة الائتلافية، كان سبعة من الحكومة المركزية لجمهورية الصين، وثمانية من المناطق الثلاث، وعشرة من المناطق السبع.
اُستُبدل حاكم سنجان غير المحبوب وو شونغشين (بصفته رئيسًا لحكومة مقاطعة سنجان) بشان شيزونغ (بصفته رئيسًا لحكومة ائتلاف سنجان)، الذي نفذ سياسات تحمي الحقوق الثقافية والدينية للأغلبية التركية. أصبح أحمد جان قاسم، الثوري الشيوعي الذي قاد مجلس منطقة إيلي، وبرهان رشيدي، المعتدل السياسي الذي كان يحظى بدعم الكنيسة الأرثوذكسية الروسية، نائبين لرئيس المجلس الإقليمي.
لم يتغير الكثير في المناطق الثلاث بعد تشكيل الحكومة الائتلافية. ظلت المناطق الثلاث منطقة مستقلة بحكم الأمر الواقع، موالية للسوفييت، ولها عملتها وجيشها الخاص (جيش إيلي الوطني، المعروف سابقًا باسم جيش تركستان الشرقية الوطني). ومع ذلك، كانت الأطراف الثلاثة مهتمة بنجاح الحكومة الائتلافية. كانت القضية الأساسية هي إعادة توحيد اقتصاد سنجان وماليتها وجيشها وخدماتها البريدية ومواصلاتها في المستقبل.
لكن الخلافات بين الأطراف الثلاثة تعمقت مع تغير الأوضاع الداخلية والدولية، وبحلول عام 1947 كانت الحكومة الائتلافية على وشك الانهيار. كانت جمهورية الصين تدعم بشكل نشط أمراء الحرب المحليين الذين عارضوا قيادة المناطق الثلاث، مثل عثمان باتور، الذي انفصل عن قادة المناطق الثلاث عندما أصبح توجههم المؤيد للسوفييت واضحًا. كما عارض العديد من ممثلي الإيغور المعينين من جمهورية الصين جانب المناطق الثلاث، مثل محمد أمين بوغرا، وعيسى يوسف ألبتكين، ومسعود صبري، الذين رافقوا تشانغ خلال رحلة عودته إلى سنجام لبدء المفاوضات مع جمهورية تركستان الشرقية الثانية في عام 1945.

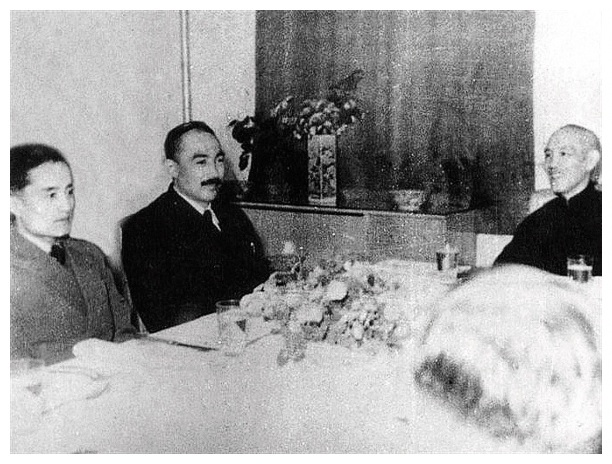
أحمد جان قاسم وعبد الكريم عباسوف مع تشيانغ كاي شيك في نانجينغ في 22 تشرين الثاني 1946

ولم يتمكن تشانغ من معالجة الوضع، فاستقال من منصبه وغادر سنجان في عام 1947. كتب تشانغ لاحقًا في مذكراته أنه استقال لأنه كان يعتقد أن زعيم سنجان لا ينبغي أن يكون من الأقلية الصينية الهان، وشعر بالغربة عن المركز السياسي الصيني في نانجينغ، وكان كبش فداء شائعًا للفصائل المختلفة في الحكومة الائتلافية. اعتبر تشانغ في البداية نواب رئيس المقاطعة – قاسم و شهيدي – كمرشحين لخلافته. ومع ذلك، غيّر تشانغ رأيه لاحقًا وأوصى بصبري، مستنتجًا أن قاسم كان قريبًا جدًا من المتطرفين في جانب المناطق الثلاث وأن شهيدي كان غير مألوف مع القيادة الصينية في نانجينغ. وفي الوقت نفسه، اعتبرت الحكومة المركزية لجمهورية الصين أن باي تشونغشي، وزير الدفاع الصيني والمسلم من قومية هوي، هو بديل تشانج.
وفي نهاية المطاف مُنحَت رئاسة الحكومة الائتلافية إلى صبري في 21 أيار 1947. عارض قاسم بشدة تعيين صبري وطالب بإقالته كأحد شروطه المسبقة لزيارة نانجينغ. وقد حظي موقف قاسم بدعم من جانب المناطق الثلاث، لكن معارضته كانت من جانب المناطق السبع. وكان صبري قريبًا من المحافظين في زمرة اللجنة المركزية للكومينتانغ (القوميين الصينيين) وألغى كل إصلاحات تشانغ المؤيدة للأقليات، والتي أشعلت الثورات وأعمال الشغب بين الإيغور في الواحات مثل توربان في يوليو/تموز 1947. في 12 آب 1947، غادر قاسم ديهوا وعاد إلى غولجا. وبعد فترة وجيزة، عاد جميع الممثلين الآخرين من جانب المناطق الثلاث إلى غولجا أيضًا. وفي وقت لاحق، أنشأت قيادة المناطق الثلاث اللجنة الاقتصادية للمقاطعات الثلاث لحكم المنطقة بشكل مستقل عن بقية سنجان، مما يمثل انهيار الحكومة الائتلافية.

### الاستشهادات
1. ↑  Hasanli 2020، صفحة 123.
2. ↑  Hasanli 2020، صفحة 53.
3. ↑  Clarke 2011، صفحات 36–37.
4. 1 2 3  Evans 2017، صفحة 53.
5. ↑  Evans 2017، صفحة 68.
6. 1 2 3 4 5 6  Li 2003، صفحات 204–206.
7. 1 2  Evans 2017، صفحة 58.
8. ↑  Wang 2020، صفحة 251.
9. 1 2  Perkins 1947، صفحات 548–549.
10. ↑  Evans 2017، صفحات 58–60.
11. ↑  Xu 1998، صفحة 132.
12. 1 2 3 4  Xu 1998، صفحات 171–174.
13. ↑  Evans 2017، صفحات 59–60.
14. ↑  Evans 2017، صفحة 60.
15. ↑  Evans 2017، صفحات 60–61.
16. 1 2  Perkins 1947، صفحات 554, 556–557.
17. ↑  Perkins 1947، صفحات 557, 580.
18. ↑  Wang 2020، صفحة 275: "Ahmatjan Kasimi and other representatives of the Ili, Tarbagatay, and Altay districts who opposed Sabri's succession as provincial governor left Urumqi in August 1947 and returned to Ghulja to form their own political organization known as the 'Three Districts Economic Commission,' which sought to autonomously govern the Three Districts region; this marked the collapse of the Xinjiang Province Coalition Government."